# Komba ušatá
Komba ušatá (Galago senegalensis), známá také jako komba obecná, komba senegalská, nebo uchoš dlouhoocasý, je malý noční primát a člen rodu Galago z čeledi kombovitých (Galagidae).

## Popis
Jsou to malí primáti se zvlněnou tlustou kůží, pohybující se v rozmezí barev stříbrnošedé až tmavě hnědé. Mají velké oči, které jsou vysoce citlivé. Zorničky jsou ve dne patrné pouze jako malé, svislé čárky. V noci naopak vyplňují téměř celou plochu oka, což jim umožňuje dobré noční vidění. Mají silné zadní končetiny a dlouhý ocas, který jim pomáhá při rovnováze a při „letu“ vzduchem jako kormidlo. Jejich uši se skládají ze čtyř částí, které mohou jednotlivě ohýbat, což jim pomáhá při nočním lovu hmyzu. 

### Tělesné rozměry
- Délka: tělo 13-20 cm, ocas 23-25 cm; novorozené mládě 58 mm
- Hmotnost: 100-300 g; novorozené mládě 15 g

### Rozmnožování
- Pohlavní dospělost: v 8. měsíci
- Období rozmnožování: konec období dešťů, záleží na geografické oblasti
- Délka březosti: 4 měsíce
- Počet mláďat: 1 nebo 2

### Způsob života
- Chování: společenský druh, při hledání potravy se sdružuje do rodinných skupin, které se na noc často rozrůstají
- Hlasové projevy: veselý křik na pozdrav, při strachu „pláč“
- Potrava: hmyz, květy, pyl, med, semena, ovoce, malí ještěři, myši, mláďata ptáků

### Výskyt
Žije v Africe jižně od Sahary a na blízkých ostrovech včetně Zanzibaru. Mají tendenci žít v suchých a zalesněných oblastech (ne v deštných pralesích) a v savanách. 

## Potrava
Jejich všežravá strava se skládá z hmyzu, jiných malých zvířat, včetně ptáků, ovoce, semen, květin, vajec, ořechů a blahovičníku. Během období dešťů se komby živí převážně hmyzem, například brouky a housenkami, na které se vrhají skokem. Jsou tak obratné, že dokáží ulovit i malé plazy  a myši. Ve větvích stromů se dokáže pohybovat tiše, takže žádný z drobných živočichů si před ní nemůže být jist. Jídelníček komb v období dešťů je značně pestrý: vyskytují se v něm kromě živočišné potravy i květy, plody, pyl, nektar a med divokých včel. Během období sucha se však komby musejí spokojit s mnohem chudší potravní nabídkou. Pokud mohou, loví pavouky a termity, a když nenajdou nic jiného, okusují z nouze i kůru akácií a jiných druhů stromů.

## Rozmnožování
Podle polohy se komby ušaté se rozmnožují jednou nebo dvakrát do roka. Například na severu Ugandy kde přichází období dešťů se komby páří na začátku období dešťů (listopad) a na konci (únor). V zajetí, kde jsou komby krmeny každý den, se mohou rozmnožovat po celý rok. Březost trvá 110–120 dní. Rodí se s polozavřenýma očima, tudíž se nemohou pohybovat samostatně. Po dobu několika dní je matka nosí ve svých ústech a během krmení je ponechává na vhodných větvích. Své území si značkují močí, nanášenou na packy. V šesti týdnech začínají být mladé komby odstavovány a v osmi týdnech si již umějí hledat potravu samy. Ve čtyřech měsících jsou tělesně dospělé.

## Chov v zoo
Komba ušatá byla v srpnu 2019 chována přibližně ve třech desítkách evropských zoo. V Česku se jednalo o pět zoologických zahrad: Zoo Dvůr Králové, Zoo Jihlava, Zoo Ostrava, Zoo Plzeň a Zoo Praha. V minulosti patřily k chovatelům tohoto primáta také Zoopark Zájezd a Arboretum v Novém Dvoře u Opavy. Na Slovensku tento druh chován není.

### Chov v Zoo Praha
Historie chovu komb ušatých v Zoo Praha má poměrně hluboké kořeny. Již v roce 1958 totiž byli dovezeni první jedinci z jihoafrické Pretorie. O chovu jako takovém lze ale hovořit až mnohem později – od roku 1996. V roce 2002 byl z moskevské zoo dovezen pár komb (samec narozen 1999, samice o rok později). Zvířata byla umístěna do pavilonu malých savců, který byl zanedlouho přestavěn na pavilon Afrika zblízka. A i v něm získaly komby svou vlastní expozici, tentokrát však o nepravidelném půdorysu. Čelní prosklená stěna je řešena tak, aby vznikla hrana, na kterou mohou komby skákat proti návštěvníkům.
První mláďata se narodila v dubnu 2004. Následovala další, a tak se počet v Praze narozených mláďat vyšplhal na počátku roku 2015 na více než 35 kusů. Na počátku roku 2018 byla tato statistika již na čísle 58 narozených mláďat, včetně sedmi z roku 2016 a tří z roku 2017. V březnu 2018 bylo chováno osm samců, šest samic a tři mláďata (z roku 2017) tehdy neurčeného pohlaví. V průběhu roku 2018 byla odchována čtyři mláďata. Na konci roku 2018 bylo chováno 17 jedinců. Další komba ušatá přišla na svět v únoru 2019.
Zoo Praha vedla nejprve evropskou plemennou knihu (ESB) pro tento druh. Ta byla v roce 2018 změněna na koordinaci tzv. evropského záchovného programu (EEP).
Původně byla zvířata krmena směsí ovoce, zeleniny, dětskou kaší a hmyzem. Od roku 2009 došlo ke změně. Byla poznána přirozená potrava komb, a tak byla do krmné dávky přidána „arabská guma“.

## Galerie

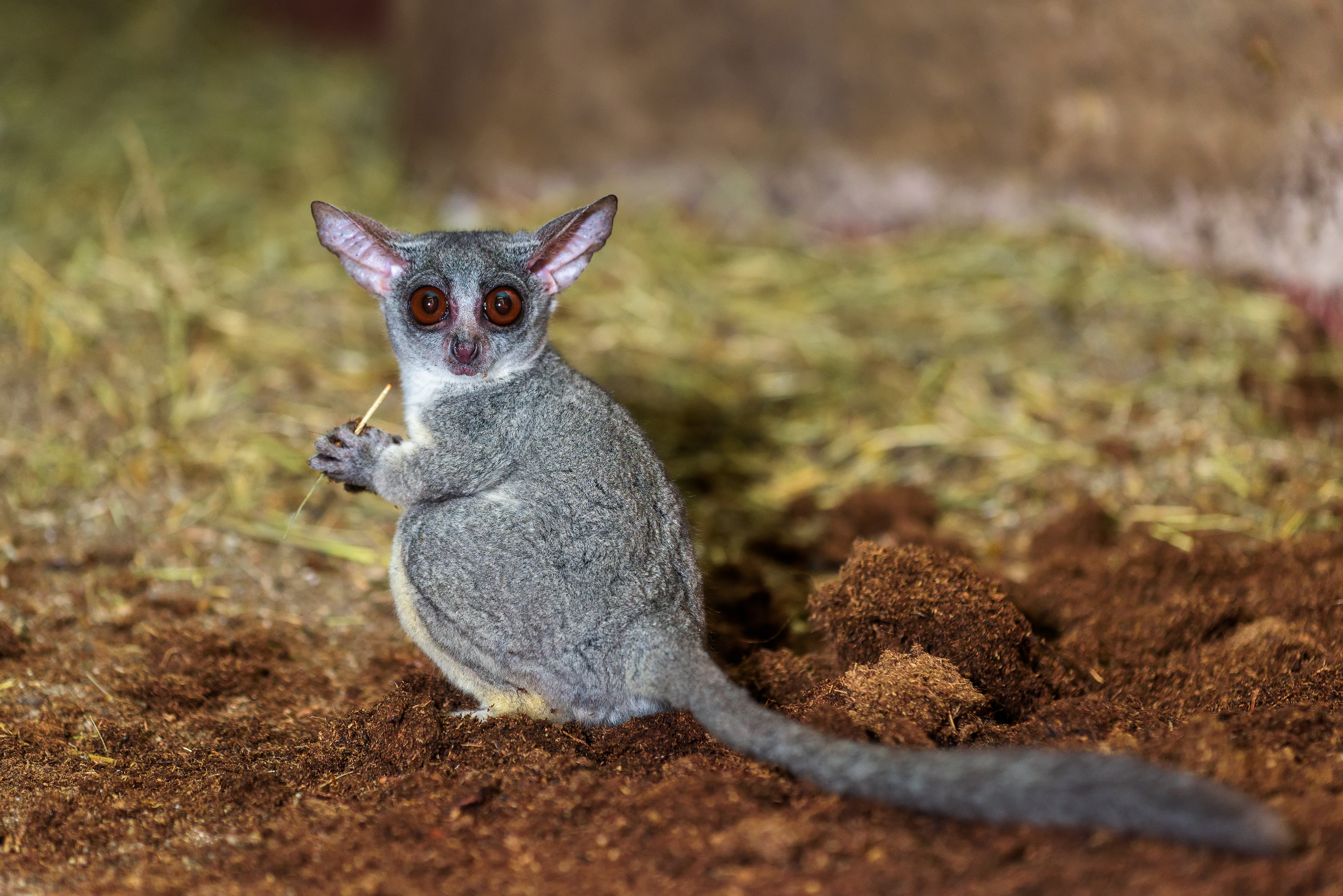
Komba ušatá v Zoo Praha